# 프랫 & 휘트니 F135

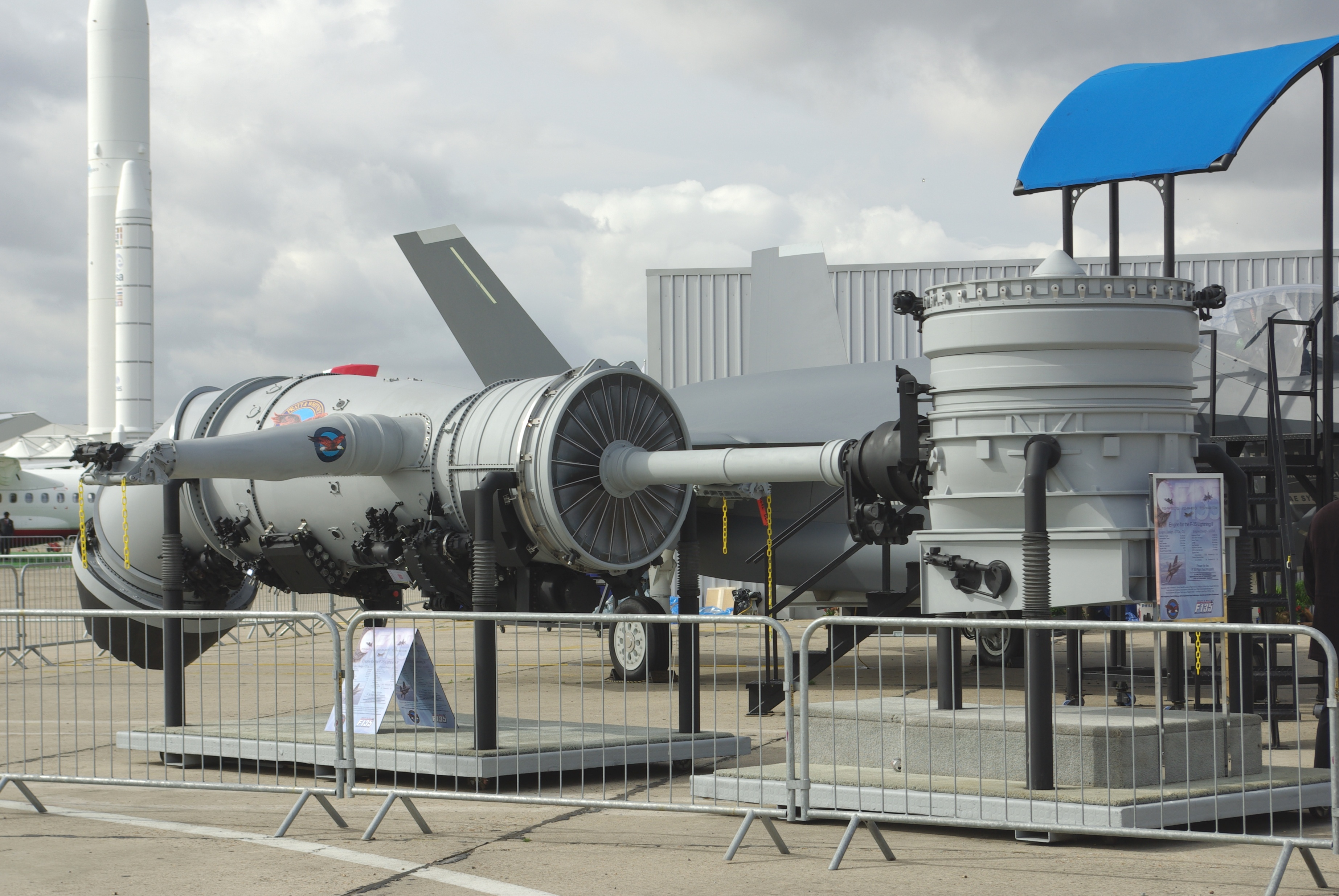
2007년 파리 에어쇼에 선보인 프랫 앤 휘트니 F135-PW-600 엔진. 리프트 팬 및 롤 포스트, 후방 추력 편향 노즐을 장착하였으며, F-35의 V/STOL 버전인 F-35B에 장착하기 위한 엔진이다.

프랫 & 휘트니 F135는 후기연소기를 가진 터보팬 엔진으로서 록히드 마틴이 개발한 F-35 라이트닝 II에 사용된다. F-35는 엔진을 1대 장착한 고등 전술기로서, 일반적인 지상 이착륙용(CTOL), 항공모함 이착륙용(CV), 단거리 이륙 및 수직 착륙용(STOVL) 등 여러 버전이 있으며, 각각 고유한 능력이 요구된다. F135는 이미 2000년에 보잉 X-32 및 록히드 마틴 X-35에 사용되어, 이러한 다양한 요구 사항을 모두 만족할 수 있음이 증명되었다. F-35는 F-16 파이팅 팰콘, AV-8B 해리어 II 및 F/A-18 호넷의 대체용으로 계획되어 있다.

## 개발
F135는 F-22 랩터용으로 프랫 앤 휘트니가 개발한 F119 터보팬 엔진을 기반으로 개발되었다. F135는 F119의 코어(6단 고압 압축기 및 1단 고압 터빈)를 사용하면서, 저압용 압축기는 매우 높은 압축비를 갖도록 하고, 2단 저압 터빈으로 구동되는 것으로 새로 개발하였다.
F135의 추진 시스템은 유지 보수 중심의 설계를 통하여 지원 및 유지 보수성이 크게 향상되었다. 엔진 부품의 개수가 40 % 적으며, 이는 또한 신뢰성 향상에도 기여한다. 모든 LRC(line-replaceable components)들은 단 6개의 일반적인 수동 공구를 사용하여 제거할 수 있다. 또한 F135는 현재 사용되고 있는 엔진과 비교해 부대 시설의 지원 요구 사항이 50 % 낮다.
실제 운용될 양산 1호기는 2007년에 납품되기로 계획되어 있다. F-35는 미국 공군, 해군 및 해병대, 영국 공군 및 영국 해군 등이 사용할 예정이며, 그 밖에 여러 나라 고객이 있을 것으로 예상된다.
초기에 생산될 모든 F-35에는 F135가 탑재된다. 계획에 따르면 2009-2010년이 되면 엔진 계약을 F135 및 F136으로 나눌 예정이었으나, F136은 제너럴 일렉트릭과 롤스로이스사가 F-35용으로 개발하다 중단된 엔진이다. 2010년 이후에는 경쟁에 의해 엔진을 선정할 예정이었으나, 개발이 중단되어, F-35 블록4부터 F135 EEP 개량형으로 XA100 가변 바이패스 엔진과 경쟁할 예정이다.

#### P&W F135 참여 업체
- 프랫 앤 휘트니 : 주계약자. 주 엔진 및 시스템 통합 담당
- 롤스로이스 : STOVL을 위한 수직 리프트 시스템
- 해밀턴 선드스트랜드 : 전자식 엔진제어 시스템, 예측형 상태 관측 센서 및 시스템, 외장 장치 패키지, 연료 시스템, 구동 시스템, PMAG, 기어박스

## 기술 사양
F135 및 F136 모두 STOVL을 위한 리프트 시스템은 롤스 로이스의 것을 사용하며, 여기에는 다음 구성품이 포함된다:
- 리프트 팬
- 엔진에서 팬까지의 구동축
- 스위블 모듈
- 롤 포스트

F135 STOVL 엔진은 17,600 lbf (78.3 kN), 리프트 팬은 18,500 lbf (82.3 kN), 롤 포스트는 2개 각 3,700 lbf (16.5 kN)의 추력을 내어, 합산하면 43,500 lbf(177 kN)이 된다. 이는 해리어에 장착된 롤스로이스 페가수스 엔진의 23,800 lbf (106 kN)과 비교되는 수치이다.

#### F135 엔진 파생형
- F135-PW-100 : F-35A (일반 지상용 이착륙형)에 사용
- F135-PW-400 : F-35C (항공모함용 이착륙형)에 사용
- F135-PW-600 : F-35B (단거리 이륙 및 수직 착륙형)에 사용

## 같이 보기
- F-35 라이트닝 II
- 프랫 앤 휘트니 F119
- 제너럴 일렉트릭/롤스로이스 F136